# Loga (comună Niger)
- Pentru alte sensuri, vedeți Loga (dezambiguizare).

Loga este o comună urbană din departamentul Loga, regiunea Dosso, Niger, cu o populație de 63.189 de locuitori (2001).